# Acanthopsylla enderleini
Acanthopsylla enderleini är en loppart som först beskrevs av Wagner 1933.  Acanthopsylla enderleini ingår i släktet Acanthopsylla och familjen Pygiopsyllidae. Inga underarter finns listade i Catalogue of Life.